# Siegfried Saloman
Ikke at forveksle med cellisten Siegfried Salomon
Siegfried Saloman (født Salomon) (2. oktober 1816 i Tønder – 22. juli 1899 på Dalarö, Sverige), var en dansk violinist og komponist.
Siegfried Saloman var søn af købmanden, Isak Salomon (1782-1848) og Veilchen Geskel (1787-1836). Han var bror til kunstneren og grundlæggeren af Göteborgs kunstmuseum, Geskel Saloman (1821-1902), og til Nota Saloman (1823-85), der var stabslæge for hæren.
Da faderens forretninger ikke længere gik så godt, flyttede familien til København i 1829. Allerede som 12-årig havde Siegfried Saloman optrådt som violinist, og i København fortsatte han sine studier, bl.a. hos J.P.E. Hartmann. I 1838 modtog han et 3-årigt rejselegat, som han brugte til et ophold i Dessau, hvor han studerede musikteori og komposition hos Friedrich Schneider. Det sidste halve år af legatperioden tilbragte han i Dresden, hvor han videreuddannede sig i violin hos Karol Lipiński.
Han var siden lærer i København, Tyskland og St. Petersborg. Sammen med sin hustru, den svenske operasanger Henriette Nissen, foretog han omfattende koncertrejser i Europa. Parret blev gift i 1850 i Berlin. Efter hustruens død i 1879 var han bosat i Stockholm.
Hans første syngestykker, Tordenskjold i Dynekilen og Diamantkorset fik ingen succes i København, og hans tredje syngestykke, Hjertet på prøve, blev ikke optaget. I 1847 forlod han derfor København og rejste til Tyskland. Her fik han opført Diamantkorset, der blev vel modtaget i bl.a. Berlin og Leipzig. I 1850 blev han inviteret til Weimar af Liszt, og her blev hans komiske opera, Das Korps der Rache, opført. I sine år i Stockholm fik han dels opført en række af sine tidlige værker, dels skrevet en række nye.
Han døde efter et par års svagelighed under et sommerophold på Dalarø.

## Værker
- Tordenskjold i Dynekilen, syngespil i tre akter, uropført den 23. maj 1844 i på Det Kongelige Teater
- Diamantkorset, syngespil i tre akter, uropført den 20. marts 1847 på Det Kongelige Teater
- De skandinaviske Brødre, skuespil i fem akter, uropført den 13. juni 1844 på Det Kongelige Teater
- Das Korps der Rache, komisk opera, uropført i 1850 i Weimar
- Karpaternas Rose, uropført den 7. januar 1868 i Moskva og opført i Stockholm i 1881
- Flyktingen från Estrella, opera
- I Bretagne, opera, opført 1898 i Stockholm
- Led vid lifvet, opera

## Fodnoter
1. ↑  Ida Johnsen: Memoirer og Breve, s. 158